# Copa Merconorte 1999
De Copa Merconorte 1999 was de tweede editie van deze voetbalcompetitie. Het toernooi stond enkel open voor ploegen uit ploegen uit de vijf noordelijke landen van Zuid-Amerika: Bolivia, Colombia, Ecuador, Peru en Venezuela. Ploegen uit het zuiden van het continent speelden in de tegenhanger van dit toernooi, de Copa Mercosur. De winnaar werd América de Cali uit Colombia, dat in de finale na strafschoppen won van landgenoot Club Independiente Santa Fe. Titelverdediger Club Atlético Nacional, eveneens uit Colombia, werd al in de groepsfase uitgeschakeld.

## Deelnemers
Aan deze editie van de Copa Merconorte deden twaalf ploegen uit vijf landen mee. Net als vorig jaar had Colombia vier deelnemers, hadden Ecuador en Peru drie deelnemers en was er één deelnemer uit Bolivia en Venezuela. Ploegen konden zich niet kwalificeren voor het toernooi, maar werden uitgenodigd. Deze invitatie gebeurde op basis van (historische en huidige) sportieve resultaten en commerciële belangen. De Boliviaanse deelnemer werd bepaald middels een play-off. Club The Strongest versloeg daarin CD Oriente Petrolero.
Elf ploegen die in 1998 deelnamen aan het toernooi deden ook dit jaar weer mee. Enkel Deportivo Cali uit Colombia werd vervangen door Club Independiente Santa Fe.
| Land                        | Deelnemer                      | Deelnames | Beste resultaat     |
| --------------------------- | ------------------------------ | --------- | ------------------- |
| Colombia (FCF) 4 deelnemers | América de Cali                | 1         | Groepsfase (1998)   |
| Colombia (FCF) 4 deelnemers | Club Atlético Nacional         | 1         | Winnaar (1998)      |
| Colombia (FCF) 4 deelnemers | Club Independiente Santa Fe    | geen      |                     |
| Colombia (FCF) 4 deelnemers | CD Los Millonarios             | 1         | Halve finale (1998) |
| Ecuador (FEF) 3 deelnemers  | Barcelona SC                   | 1         | Groepsfase (1998)   |
| Ecuador (FEF) 3 deelnemers  | CD El Nacional                 | 1         | Halve finale (1998) |
| Ecuador (FEF) 3 deelnemers  | CS Emelec                      | 1         | Groepsfase (1998)   |
| Peru (FPF) 3 deelnemers     | Club Alianza Lima              | 1         | Groepsfase (1998)   |
| Peru (FPF) 3 deelnemers     | Club Sporting Cristal          | 1         | Groepsfase (1998)   |
| Peru (FPF) 3 deelnemers     | Club Universitario de Deportes | 1         | Groepsfase (1998)   |
| Bolivia (FBF) 1 deelnemer   | Club The Strongest             | 1         | Groepsfase (1998)   |
| Venezuela (FVF) 1 deelnemer | Caracas FC                     | 1         | Groepsfase (1998)   |

## Toernooi-opzet
De twaalf deelnemende clubs werden verdeeld in drie groepen van vier teams. In de groepsfase speelde elk team twee keer (thuis en uit) tegen de drie tegenstanders. De groepswinnaars plaatsten zich voor de knock-outfase, samen met beste nummer twee. De halve finales en de finale bestonden uit een thuis- en een uitduel. Het team dat de meeste doelpunten maakte won de wedstrijd. Bij een gelijke stand werden er strafschoppen genomen.

### Groepsfase
De groepsfase vond plaats tussen 28 juli en 25 november. De groepswinnaars plaatsten zich voor de kwartfinales, samen met de beste nummer twee.

#### Groep A
| Datum   | Team              | Score | Team              |
| ------- | ----------------- | ----- | ----------------- |
| 28 juli | Atlético Nacional | 2 - 3 | América           |
| 29 juli | El Nacional       | 4 - 1 | Universitario     |
| 18 aug. | Atlético Nacional | 4 - 0 | El Nacional       |
| 19 aug. | Universitario     | 1 - 2 | América           |
| 8 sep.  | Universitario     | 2 - 2 | Atlético Nacional |
| 9 sep.  | América           | 3 - 1 | El Nacional       |
| 29 sep. | América           | 1 - 1 | Atlético Nacional |
| 30 sep. | Universitario     | 2 - 0 | El Nacional       |
| 19 okt. | América           | 2 - 1 | Universitario     |
| 21 okt. | El Nacional       | 3 - 2 | Atlético Nacional |
| 10 nov. | Atlético Nacional | 0 - 0 | Universitario     |
| 11 nov. | El Nacional       | 2 - 2 | América           |

| Nr. | Club                   | Wedstrijden | Wedstrijden | Wedstrijden | Wedstrijden | Doelpunten | Doelpunten | Doelpunten | Punten |
| --- | ---------------------- | ----------- | ----------- | ----------- | ----------- | ---------- | ---------- | ---------- | ------ |
| Nr. | Club                   | G           | W           | G           | V           | V          | T          | Saldo      | Punten |
| 1   | América de Cali        | 6           | 4           | 2           | 0           | 13         | 8          | +5         | 14     |
| 2   | CD El Nacional         | 6           | 2           | 1           | 3           | 10         | 14         | −4         | 7      |
| 3   | Club Atlético Nacional | 6           | 1           | 3           | 2           | 11         | 9          | +2         | 6      |
| 4   | Club Universitario     | 6           | 1           | 2           | 3           | 7          | 10         | −3         | 5      |

#### Groep B
| Datum   | Team          | Score | Team          |
| ------- | ------------- | ----- | ------------- |
| 4 aug.  | The Strongest | 0 - 2 | Millonarios   |
| 5 aug.  | Alianza Lima  | 1 - 0 | Barcelona     |
| 25 aug. | Millonarios   | 0 - 1 | Alianza Lima  |
| 26 aug. | Barcelona     | 4 - 0 | The Strongest |
| 15 sep. | Barcelona     | 1 - 1 | Millonarios   |
| 16 sep. | The Strongest | 3 - 2 | Alianza Lima  |
| 6 okt.  | Barcelona     | 0 - 0 | Alianza Lima  |
| 7 okt.  | Millonarios   | 3 - 2 | The Strongest |
| 27 okt. | The Strongest | 2 - 2 | Barcelona     |
| 28 okt. | Alianza Lima  | 2 - 1 | Millonarios   |
| 17 nov. | Millonarios   | 1 - 2 | Barcelona     |
| 18 nov. | Alianza Lima  | 2 - 0 | The Strongest |

| Nr. | Club               | Wedstrijden | Wedstrijden | Wedstrijden | Wedstrijden | Doelpunten | Doelpunten | Doelpunten | Punten |
| --- | ------------------ | ----------- | ----------- | ----------- | ----------- | ---------- | ---------- | ---------- | ------ |
| Nr. | Club               | G           | W           | G           | V           | V          | T          | Saldo      | Punten |
| 1   | Club Alianza Lima  | 6           | 4           | 1           | 1           | 8          | 4          | +4         | 13     |
| 2   | Barcelona SC       | 6           | 2           | 3           | 1           | 9          | 5          | +4         | 9      |
| 3   | CD Los Millonarios | 6           | 2           | 1           | 3           | 8          | 8          | 0          | 7      |
| 4   | Club The Strongest | 6           | 1           | 1           | 4           | 7          | 15         | −8         | 4      |

#### Groep C
| Datum   | Team             | Score | Team             |
| ------- | ---------------- | ----- | ---------------- |
| 11 aug. | Caracas          | 2 - 1 | Emelec           |
| 12 aug. | Sporting Cristal | 1 - 1 | Santa Fe         |
| 1 sep.  | Santa Fe         | 3 - 1 | Caracas          |
| 2 sep.  | Emelec           | 5 - 3 | Sporting Cristal |
| 22 sep. | Caracas          | 3 - 1 | Sporting Cristal |
| 23 sep. | Santa Fe         | 2 - 0 | Emelec           |
| 12 okt. | Santa Fe         | 2 - 0 | Sporting Cristal |
| 14 okt. | Emelec           | 0 - 1 | Caracas          |
| 3 nov.  | Sporting Cristal | 0 - 1 | Emelec           |
| 4 nov.  | Caracas          | 0 - 1 | Santa Fe         |
| 24 nov. | Sporting Cristal | 2 - 3 | Caracas          |
| 25 nov. | Emelec           | 2 - 0 | Santa Fe         |

| Nr. | Club                  | Wedstrijden | Wedstrijden | Wedstrijden | Wedstrijden | Doelpunten | Doelpunten | Doelpunten | Punten |
| --- | --------------------- | ----------- | ----------- | ----------- | ----------- | ---------- | ---------- | ---------- | ------ |
| Nr. | Club                  | G           | W           | G           | V           | V          | T          | Saldo      | Punten |
| 1   | Independ. Santa Fe    | 6           | 4           | 1           | 1           | 10         | 3          | +7         | 13     |
| 2   | Caracas FC            | 6           | 4           | 0           | 2           | 9          | 8          | +1         | 12     |
| 3   | CS Emelec             | 6           | 3           | 0           | 3           | 9          | 9          | 0          | 9      |
| 4   | Club Sporting Cristal | 6           | 0           | 1           | 5           | 7          | 15         | −8         | 1      |

#### Rangschikking tweede plaatsen
| Nr. | Club               | Wedstrijden | Wedstrijden | Wedstrijden | Wedstrijden | Doelpunten | Doelpunten | Doelpunten | Punten |
| --- | ------------------ | ----------- | ----------- | ----------- | ----------- | ---------- | ---------- | ---------- | ------ |
| Nr. | Club               | G           | W           | G           | V           | V          | T          | Saldo      | Punten |
| 1   | Caracas FC (C)     | 6           | 4           | 0           | 2           | 9          | 8          | +1         | 12     |
| 2   | Barcelona SC (B)   | 6           | 2           | 3           | 1           | 9          | 5          | +4         | 9      |
| 3   | CD El Nacional (A) | 6           | 2           | 1           | 3           | 10         | 14         | −4         | 7      |

### Knock-outfase
|  | Halve finale | Halve finale                       | Halve finale                | Halve finale | Halve finale |       |            | Finale                 | Finale | Finale | Finale | Finale |
|  |              |                                    |                             |              |              |       |            |                        |        |        |        |        |
|  | A1           | América de Cali (n.s.)             | 3                           | 0            | 3 (4)        |       |            |                        |        |        |        |        |
|  | B1           | Club Alianza Lima                  | 1                           | 2            | 3 (3)        |       |            |                        |        |        |        |        |
|  | B1           | Club Alianza Lima                  | 1                           | 2            | 3 (3)        |       | A1         | América de Cali (n.s.) | 1      | 1      | 2 (5)  |        |
|  |              |                                    |                             |              |              |       | A1         | América de Cali (n.s.) | 1      | 1      | 2 (5)  |        |
|  |              | C1                                 | Club Independiente Santa Fe | 2            | 0            | 2 (3) |            |                        |        |        |        |        |
|  | C2           | C1                                 | Club Independiente Santa Fe | 2            | 0            | 2 (3) | Caracas FC | 1                      | 1      | 2 (2)  |        |        |
|  | C2           |                                    |                             |              |              |       | Caracas FC | 1                      | 1      | 2 (2)  |        |        |
|  | C1           | Club Independiente Santa Fe (n.s.) | 1                           | 1            | 2 (4)        |       |            |                        |        |        |        |        |

### Halve finales
De halve finales werden gespeeld op 1-2 december (heen) en op 8-9 december (terug).
| Team 1          | Tot.               | Team 2                      | 1e wedstr. | 2e wedstr. |
| --------------- | ------------------ | --------------------------- | ---------- | ---------- |
| América de Cali | 3 - 3 (4 - 3 n.s.) | Club Alianza Lima           | 3 - 1      | 0 - 2      |
| Caracas FC      | 2 - 2 (2 - 4 n.s.) | Club Independiente Santa Fe | 1 - 1      | 1 - 1      |

### Finale
|                  |                 |       |                             | |
| 15 december 1999 | América de Cali | 1 - 2 | Club Independiente Santa Fe | Estadio Olímpico Pascual Guerrero, Santiago de Cali Toeschouwers: 7.000 Scheidsrechter: Henry Cervantes (Colombia) |
| 15 december 1999 | N. Pérez 12'    |       | 77' Hernández 83' Moreno    | Estadio Olímpico Pascual Guerrero, Santiago de Cali Toeschouwers: 7.000 Scheidsrechter: Henry Cervantes (Colombia) |

|                  |                                    |                    |                                                 |                                                                                                  |
| 22 december 1998 | Club Independiente Santa Fe        | 0 - 1              | América de Cali                                 | Estadio Nemesio Camacho, Bogotá Toeschouwers: 35.000 Scheidsrechter: John Toro Rendón (Colombia) |
| 22 december 1998 |                                    | 59' Jairo Castillo |                                                 | Estadio Nemesio Camacho, Bogotá Toeschouwers: 35.000 Scheidsrechter: John Toro Rendón (Colombia) |
| 22 december 1998 | Strafschoppen                      |                    |                                                 | Estadio Nemesio Camacho, Bogotá Toeschouwers: 35.000 Scheidsrechter: John Toro Rendón (Colombia) |
| 22 december 1998 | López Díaz Em. González Vallecilla | 3 – 5              | L.F. Moreno J. González W. Pérez Castillo Gómez | Estadio Nemesio Camacho, Bogotá Toeschouwers: 35.000 Scheidsrechter: John Toro Rendón (Colombia) |

2–2 over twee wedstrijden. América de Cali wint met 5–3 na strafschoppen.
| Winnaar Copa Merconorte 1999 |
| ---------------------------- |
| América de Cali 1e titel     |

## Topscorers
De Venezolaan Juan Enrique García van Caracas FC werd topscorer met zes doelpunten.
| №  | Speler              | Club            | Goals |
| -- | ------------------- | --------------- | ----- |
| 1. | Juan Enrique García | Caracas FC      | 6     |
| 2. | Julián Téllez       | América de Cali | 5     |
| 3. | 9 spelers           |                 | 3     |

Copa Merconorte: 1998 · 1999 · 2000 · 2001

Copa Mercosur: 1998 · 1999 · 2000 · 2001